# بونيقيون
البونيقيون أو البونيون (بالاتينية:Pūnicus) مجموعة من الشعوب التي عاشت في غرب البحر الأبيض المتوسط والمغرب الكبير.
في الدراسات الحديثة، يُستخدم مصطلح «البونيقية» للإشارة إلى سكان قرطاج الذين أسسوا مملكتهم في غرب البحر الأبيض المتوسط، وخاصة في شمال إفريقيا ومستعمراتهم الأخرى، حيث طوّروا هوية ثقافية وسياسية مميزة.
سكن البونيقيون بشكل أساسي في قرطاج القديمة (تونس حاليا) وإقليم المدن الثلاث (إقليم طرابلس حاليا) والجزائر والمغرب، وكذلك السكان الذين سكنوا في المستعمرات التي اعترفت بالقيادة القرطاجية في أماكن أخرى في شمال إفريقيا، وغرب صقلية، وجنوب سردينيا، ومالطا، وإيبوس، وجنوب هسبانيا. كانت لغتهم البونيقية لهجة متفرعة من الفينيقية.

## تاريخ

### أصول

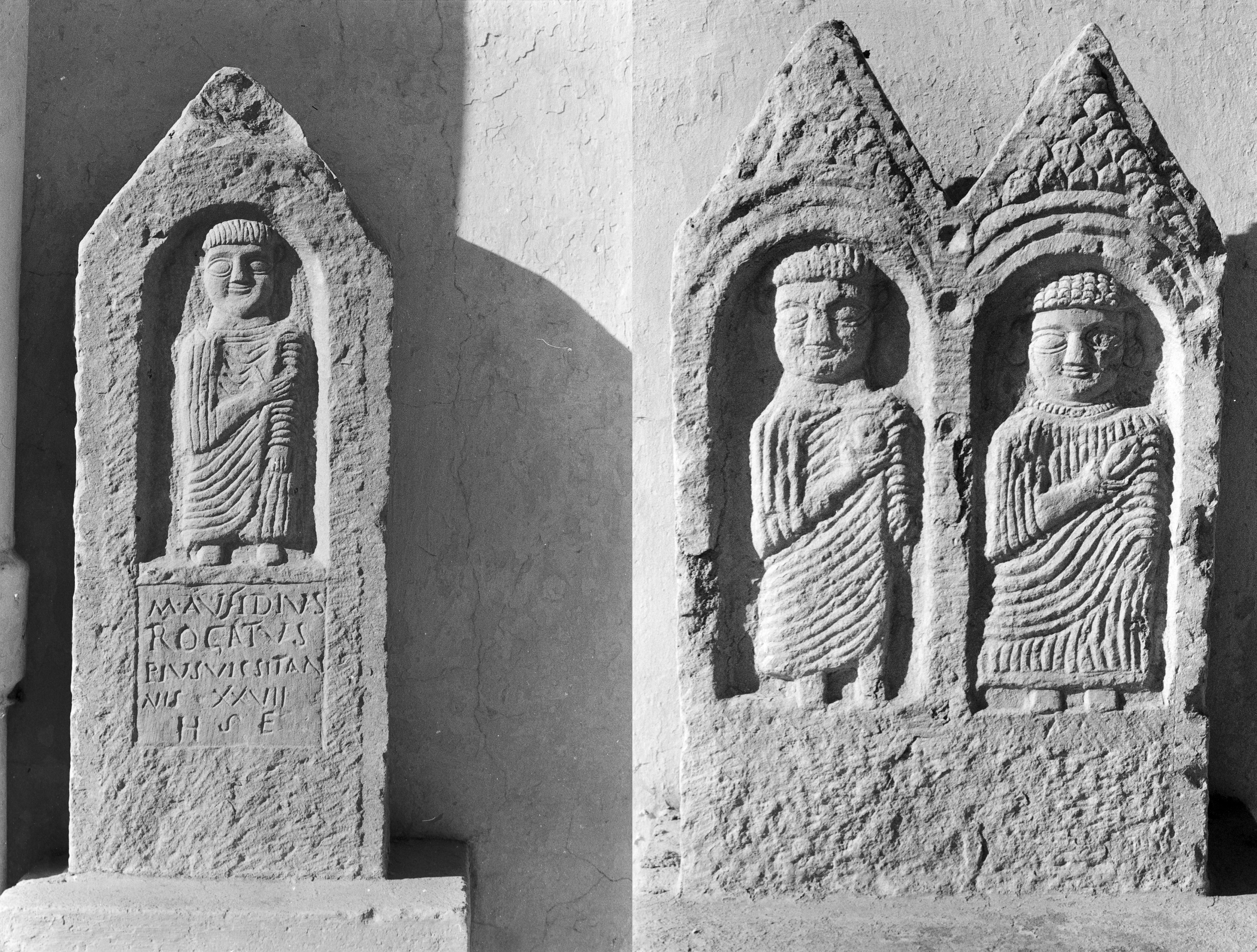
أثار بونيقية

يعود أصل البونيقيين إلى السكان المحليين  الذين هاجروا من مدنهم الأم في الشام الدراسات العلمية الجينية الاخيرة بينت ان التاثير الفينيقي في قرطاج جد ضعيف، مثل صور وصيدا، إلى غرب البحر الأبيض المتوسط خلال العصر الحديدي المبكر (حوالي 1100 ق.م).

### التوسع والإنتشار
استقر هؤلاء البحارة والتجار في شمال إفريقيا، وجزر البحر الأبيض المتوسط، وشبه الجزيرة الإيبيرية، حيث أسسوا مستوطنات تجارية، كان أبرزها قرطاج، التي تأسست وفقًا للتقاليد عام 814 ق.م. بفضل موقعها الاستراتيجي، نمت قرطاج لتصبح القوة المهيمنة في غرب البحر الأبيض المتوسط، متفوقة على مستعمرات فينيقية أخرى، ومؤسسة شبكة تجارية ضخمة امتدت من سواحل إسبانيا إلى ليبيا.
طوّر البونيقيون هوية ثقافية متميزة عن الفينيقيين في الشام، حيث تأثروا بعناصر محلية بربرية (نوميدية، وليبية..)، بالإضافة إلى التأثيرات اليونانية والرومانية. كانت لغتهم، البونيقية، لهجة من الفينيقية لكنها تطورت لتشمل مفردات وتأثيرات أمازيغية محلية.

### الحروب البونية
خاضت قرطاج سلسلة من الصراعات مع القوى المنافسة، أبرزها الحروب البونيقية ضد روما (264-146 ق.م). خلال الحرب البونيقية الثانية، برز القائد حنبعل الذي قاد جيشه، بما في ذلك الأفيال الحربية، عبر جبال الألب لهزيمة الرومان في معارك مثل كاناي (216 ق.م). رغم نجاحاته، هُزمت قرطاج في النهاية، واستسلمت بعد معركة زاما (202 ق.م). في الحرب البونيقية الثالثة (149-146 ق.م)، شن الرومان هجومًا نهائيًا على قرطاج، مما أدى إلى تدميرها بالكامل واستعباد سكانها. بعد سقوط قرطاج، أصبح جزء من شمال إفريقيا مقاطعة رومانية، لكن التأثير البونيقي استمر لقرون في المنطقة.

## الإقتصاد
من الناحية الاقتصادية، كان البونيقيون تجارًا مهرة، واشتهروا بتصدير المعادن، الأقمشة المصبوغة بالأرجوان، والفخار المزخرف، مما جعلهم أحد القوى التجارية الرائدة في البحر الأبيض المتوسط.

## الديانة
كما تبنوا ممارسات دينية ممزوجة بتقاليد فينيقية ومحلية، مثل عبادة الإله بعل أمون والإلهة تانيت. 

## اللغة البونيقية

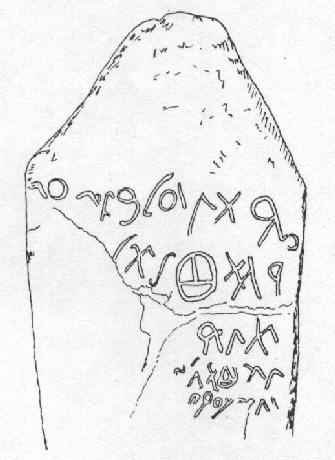
"خط بونيقي منحوت على حجر وجد في دلس عام 1917 ويقول: "أمت-بعل بنت جرجم وضعت هذه الحجرة لـ..."

اللغة البونيقية هي تشكيلة منقرضة من اللغة الفينيقية، كانت تُستخدم بشكل رئيسي في المستوطنات القرطاجية في غرب البحر الأبيض المتوسط، مثل قرطاج والمناطق المحيطة بها، وكذلك في مستوطنات أخرى مثل صقلية وسردينيا. تتشابه البونيقية بشكل كبير مع الفينيقية من حيث البنية اللغوية والمفردات، لكن اللغة البونيقية تأثرت باللغات المحلية في المناطق التي استقر فيها الفينيقيون، مثل الإيبيرية والليبية. كانت الكتابة البونيقية تستخدم الأبجدية الفينيقية، ولكن مع بعض التعديلات التي تعكس تطورات محلية. على الرغم من أن البونيقية كانت لغة محكية في القرون القديمة، إلا أن مصادرها الأدبية محدودة، حيث توجد بعض النقوش على الحجارة والعملات المعدنية التي تحتوي على نصوص بونيقية. وفقًا لدراسة أجراها الباحث جورج ماركوي (Markoe, G. 2000. Phoenicians), فإن البونيقية تمثل إحدى أقدم اللغات التي تركت بصماتها في المنطقة، وشهدت تراجعًا بعد الاحتلال الروماني لقرطاج، حيث تحولت المناطق البونيقية تدريجيًا إلى اللاتينية.

## دراسات علمية
تشير الدراسات إلى أن أصول البونيقيين تتضمن مزيجًا معقدًا من السكان المحليين في المغرب الكبير، بالإضافة إلى تأثيرات جينية من مجموعات غير محلية من مناطق أخرى في البحر الأبيض المتوسط. من خلال تحليل الحمض النووي لـ30 فردًا من مدن ساحلية في تونس وسردينيا ووسط إيطاليا، لوحظ أن هناك مساهمة هامة من السكان المحليين في تكوين الجينوم البونيقي. كما أظهرت الدراسة أن هناك تباينًا كبيرًا في الأنساب الجينية بين الأفراد، مع العديد منهم الذين يحملون أصولًا غير محلية من مناطق مختلفة من البحر الأبيض المتوسط، ما يعكس التفاعل والهجرة المستمرة بين هذه المناطق.
تظهر نتائج هذه الدراسات ٳلى أن الفينيقيين الشاميين لم يكن لهم تأثير جيني كبير على السكان الذين عاشوا في المستوطنات البونيقية في المناطق الوسطى والغربية من البحر الأبيض المتوسط. بدلاً من ذلك، ورث هؤلاء السكان معظم جيناتهم من مجموعات سكانية ذات طابع جيني مشابه للذي في صقلية والبحر الأبيض المتوسط الشرقي. كما أن جزءاً كبيراً من جيناتهم كان مستمداً من شمال إفريقيا.

## الأدب
- الحرب البونيقية هي قصيدة ملحمية تروي أحداث الحرب البونيقية الثانية، كتبها سيليوس إيتاليكوس نحو نهاية سلالة فلافيان.
- رواية سلامبو Salammbô لفلوبير .

- رواية حنبعل لأحمد توفيق المدني [7].

## معرض صور

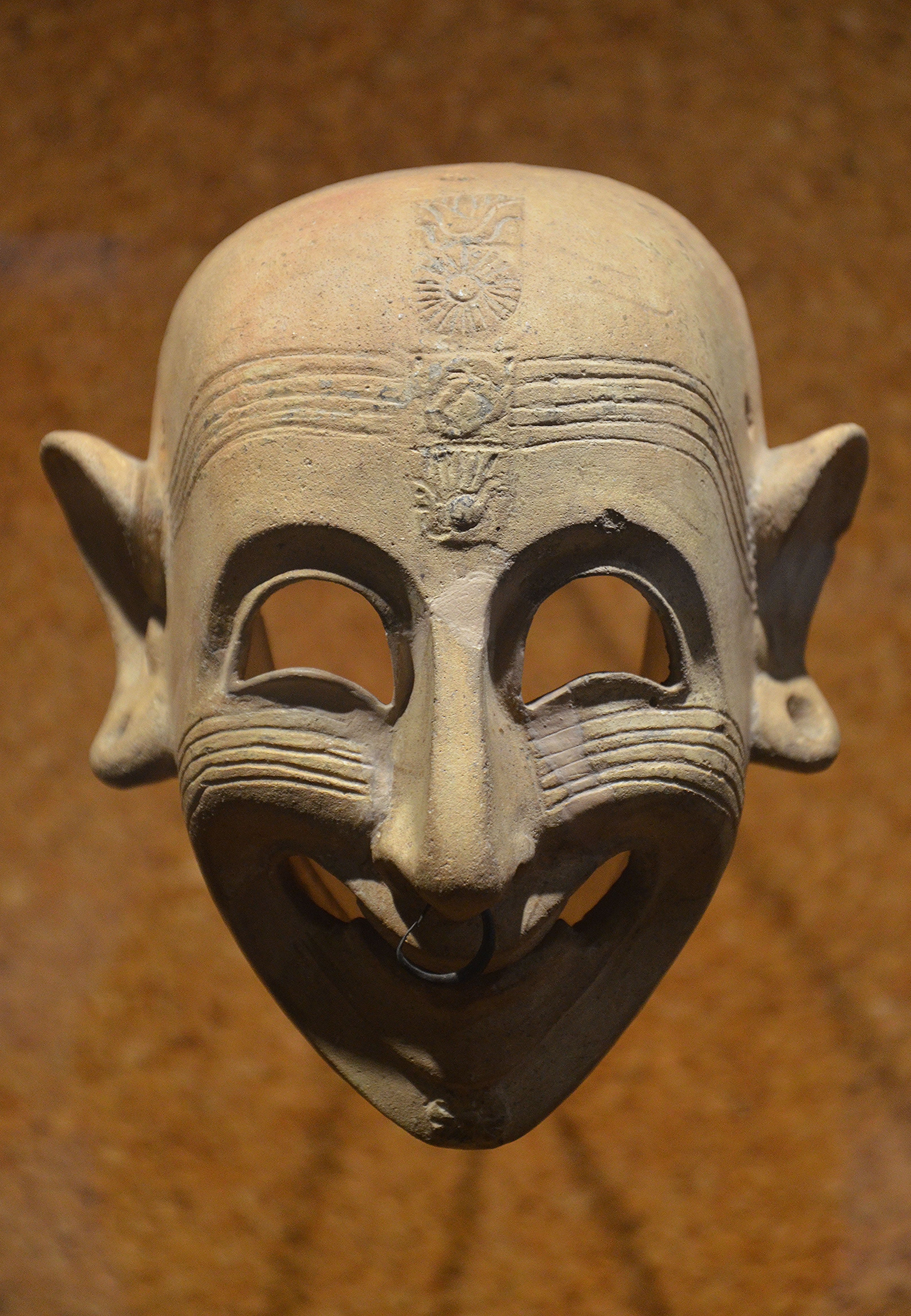
قناع بمدينة كالياري معروض بالمتحف الوطني
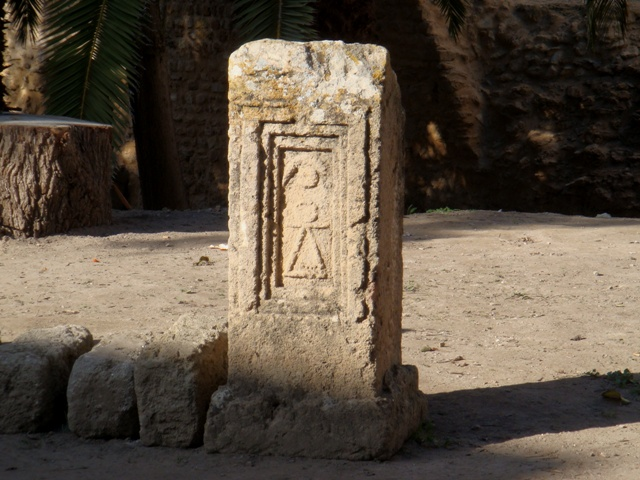
نقيشة للالهة تانيت
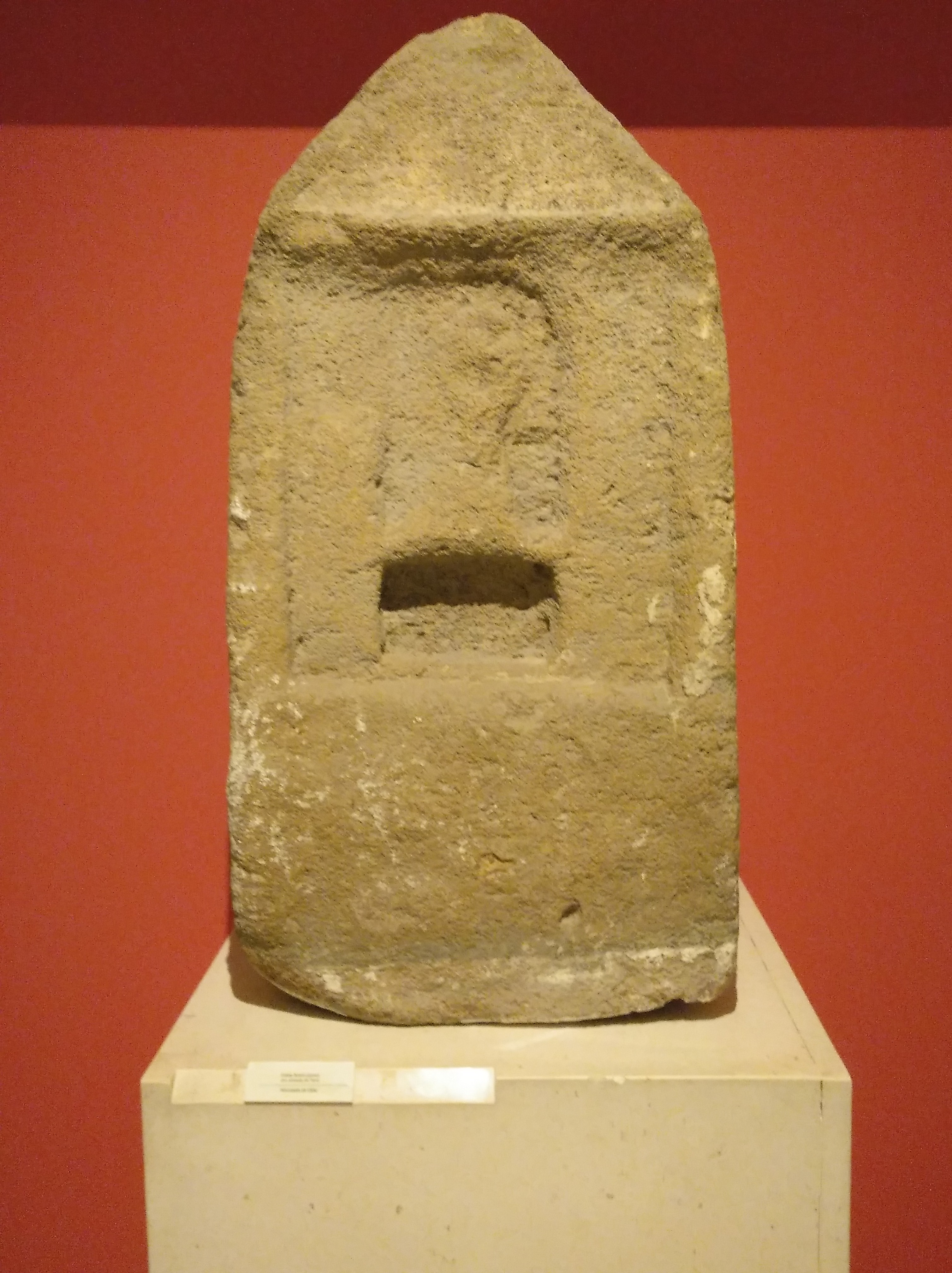
نقيشة بمدينة قادش
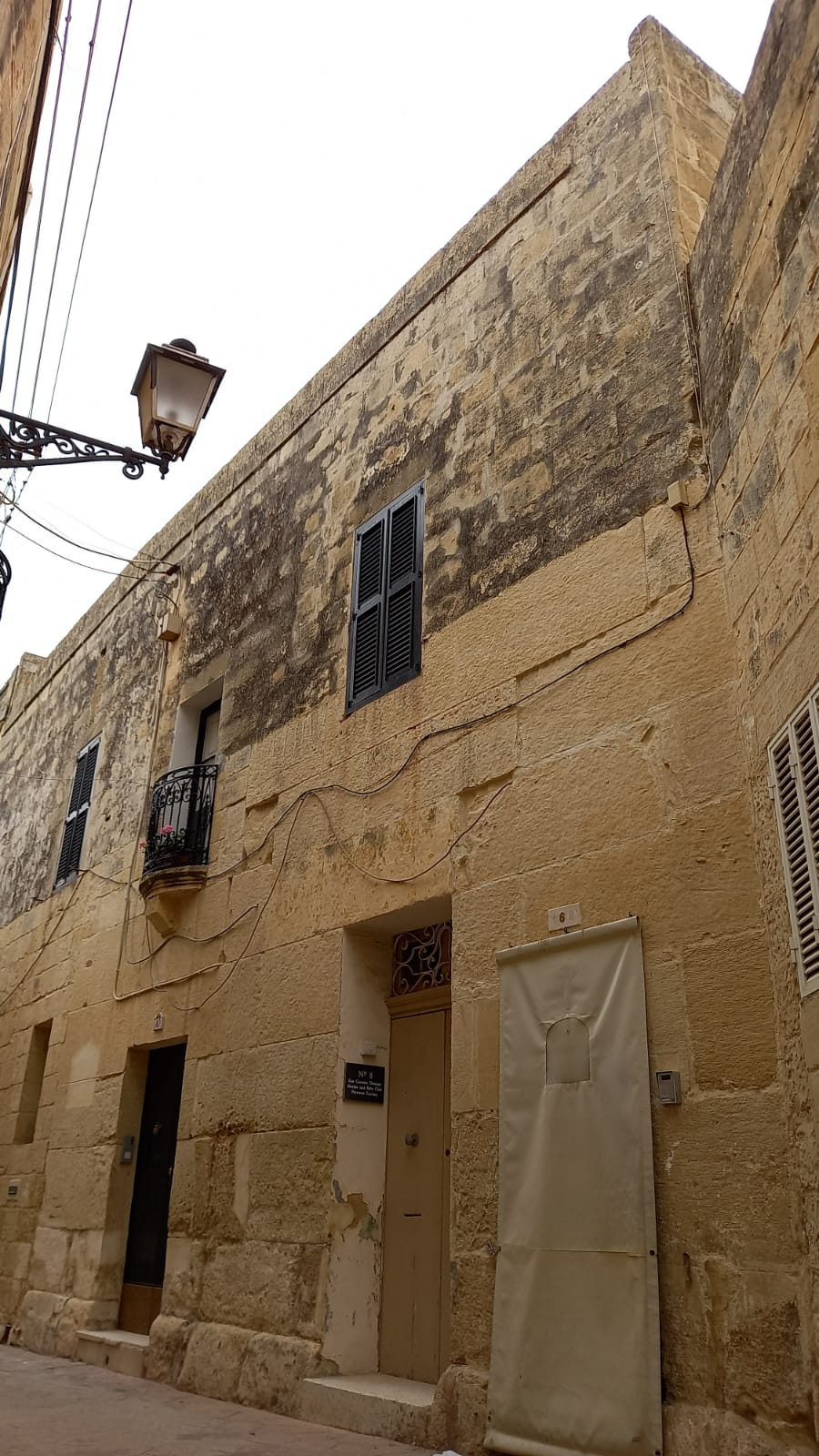

## أعلام
- عليسة
- حنبعل
- حنون
- حملقار برقا
- هملكون